# Longnes (Sarthe)
Longnes é uma comuna francesa na região administrativa do País do Loire, no departamento de Sarthe. Estende-se por uma área de 6.5 km². Em 2010 a comuna tinha 330 habitantes (densidade: 50,8 hab./km²).